# Berkum (Wachtberg)
Berkum ist eine Ortschaft in der Gemeinde Wachtberg im Rhein-Sieg-Kreis in Nordrhein-Westfalen, südlich von Bonn. In Berkum befindet sich das Rathaus der Gemeinde Wachtberg.

## Geographie
Die Gemarkung Berkum ist 340 ha groß. Sie liegt im Quellgebiet des Berkumer Bachs, der in Oberbachem zusammen mit dem Züllighovener Bach den Mehlemer Bach bildet. Die Gemarkung wird topographisch geprägt durch den 258 m hohen Wachtberg – nach ihm wurde die Gemeinde Wachtberg 1969 benannt – sowie dem etwa 230 m hohen, nördlich gelegenen Stumpeberg und dem Hohenberg (263 m) im Süden. Die Grenze der Gemarkung ist im Südwesten zugleich Landesgrenze zwischen Nordrhein-Westfalen und Rheinland-Pfalz.
Durch Berkum führt die Landesstraße L 123 von Mehlem nach Meckenheim. Auf dem Höhenrücken oberhalb des Siedlungsgebiets verläuft die Kreisstraße K 58.

## Geschichte
In Berkum befand sich bereits zur Römerzeit ein Gutshof, der 1879 entdeckt wurde. In dessen unmittelbarer Nähe, unter der heutigen Kirche St. Gereon, war eine gallische Kultstätte für die Matrone Atufrafineha. Gegenüber der heutigen Burg Odenhausen befand sich ein weiterer Altar, der der Matrone Asericineha geweiht war. Damals verlief ein Weg durch die heutigen Siedlungsgebiete von Remagen, Bandorf, Berkum und Villip. Der Wachtberg diente den Römern als Beobachtungspunkt. Die erste bekannte urkundliche Erwähnung der Ortsbezeichnung stammt aus dem Jahr 856. Ebenfalls urkundlich erwähnt ist, dass Erzbischof Bruno dem Kölner Damenstift St. Cäcilien im Jahr 962 ein Stück Land in Berkum schenkte. Im 12. Jahrhundert erbauten die Leiter von St. Gereon aus Bacheim eine Kapelle in Berkum als Filiale. Berkum wurde erst später selbstständige Pfarrei.
Berkum gehörte nach 1301 den kurkölnischen Burggrafen zu Drachenfels. Es bildete zusammen mit den benachbarten Dörfern Gimmersdorf, Ließem, Niederbachem, Oberbachem, Pissenheim (heute Werthhoven) und Züllighoven das so genannte Drachenfelser Ländchen. Im Jahr 1670 gab es in Berkum mit Odenhausen 14 Häuser. Die Franzosen schlossen die sieben Ortschaften 1798 zur Mairie Villip im Land-Kanton Bonn zusammen. Berkum wurde 1816 nach Übernahme durch die Preußen Teil der Bürgermeisterei Villip, die 1930 in Amt Villip umbenannt wurde. Seit dem 1. August 1969 ist Berkum eine Ortschaft der neu gegründeten Gemeinde Wachtberg. Grundlage dafür bildete das Gesetz zur kommunalen Neugliederung des Raumes Bonn (Bonn-Gesetz).
In Berkum wurde 1873 das erste Rathaus für die Verwaltung der Bürgermeisterei Villip errichtet. Nach der Gründung der Gemeinde Wachtberg wurde dieses 1975 durch einen Neubau abgelöst und 1978 abgerissen.
Die Steinbrüche in Berkum gaben vielen Menschen über Jahrhunderte Arbeit. Bekannt ist besonders der Domsteinbruch am Hohenberg. Die Römer nutzten den Trachyt ebenso wie die Burgenbauer ab dem 13. Jahrhundert. Im Zuge der Wiederaufnahme der Bautätigkeit am Kölner Dom erwarb der Kölner Dombaumeister Ernst Friedrich Zwirner im Jahr 1837 den so genannten Hauberg für die Dombauhütte. Bis 1853 wurden 5000 m³ Stein gebrochen. Der Abbau kam bis 1907 vollständig zum Erliegen. Der Berkumer Trachyt verwittert relativ leicht, so dass die im Kölner Dom verbauten Steine im Volksmund die Tränen des Kölner Doms genannt wurden.

## Sehenswürdigkeiten

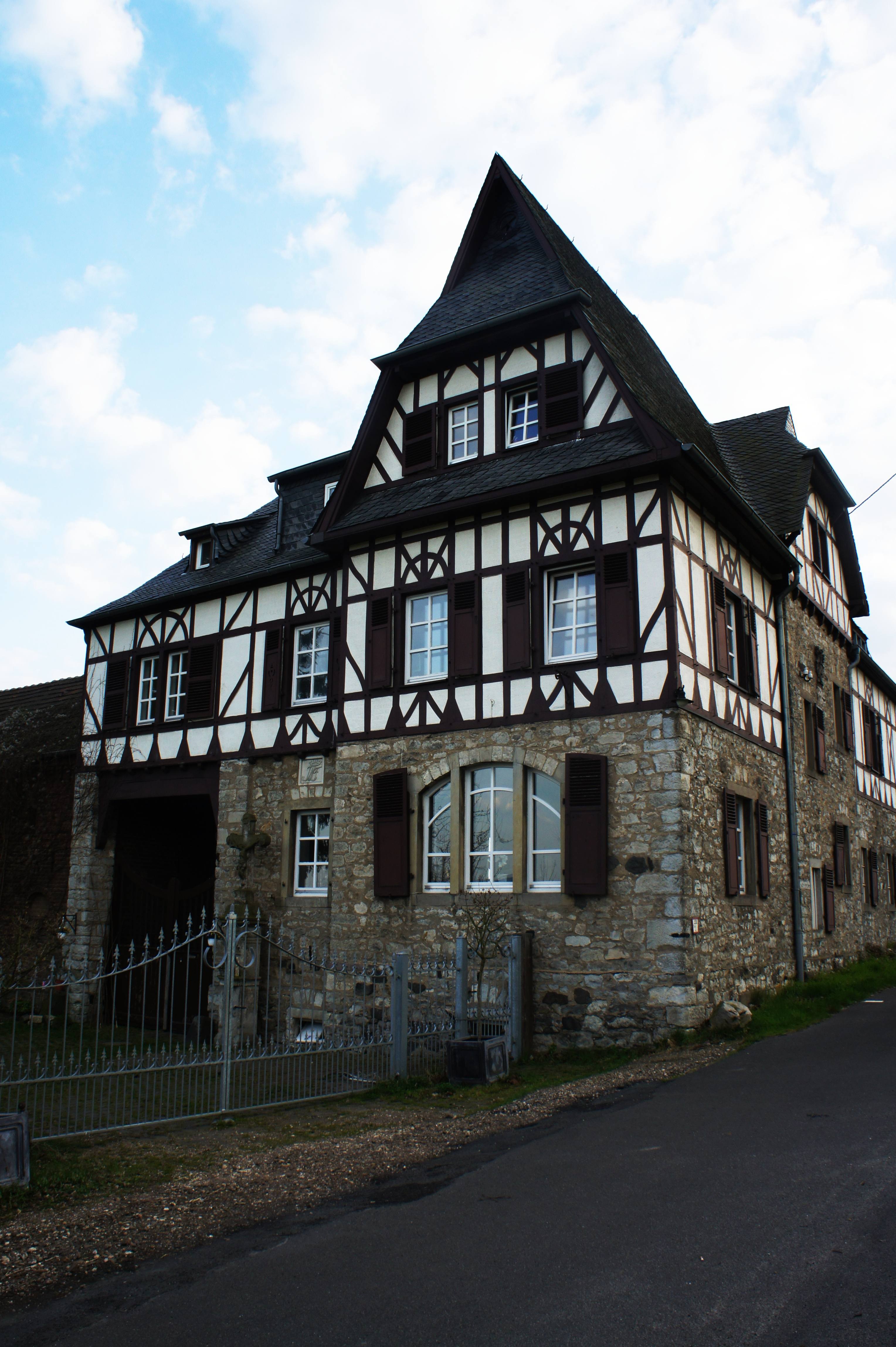
Jesuitenhof

In Berkum befindet sich mit der Burg Odenhausen die höchstgelegene Wasserburg Nordrhein-Westfalens. Die Ursprünge der Burg liegen im 11. Jahrhundert.
Am Ortsausgang Richtung Oberbachem liegt landschaftsprägend der so genannte Jesuitenhof. Er wurde zu Beginn des 20. Jahrhunderts anstelle des ehem. Jesuitenhofs gebaut. Der ursprüngliche Hof gehörte bis zur Auflösung 1773 als Ökonomie zum Bonner Jesuitenorden und ging besitzmäßig zu Teilen an die Bonner Universität. Heute ist er in Privatbesitz.
Die alte Kirche St. Gereon wurde 1770/1783 errichtet. Sie war bis 1971 katholische Pfarrkirche. Seit 1981 ist sie Gemeindekirche der Evangelischen Heiland-Kirchengemeinde Bad Godesberg und seit 1996 der neugegründeten Evangelischen Kirchengemeinde Wachtberg.

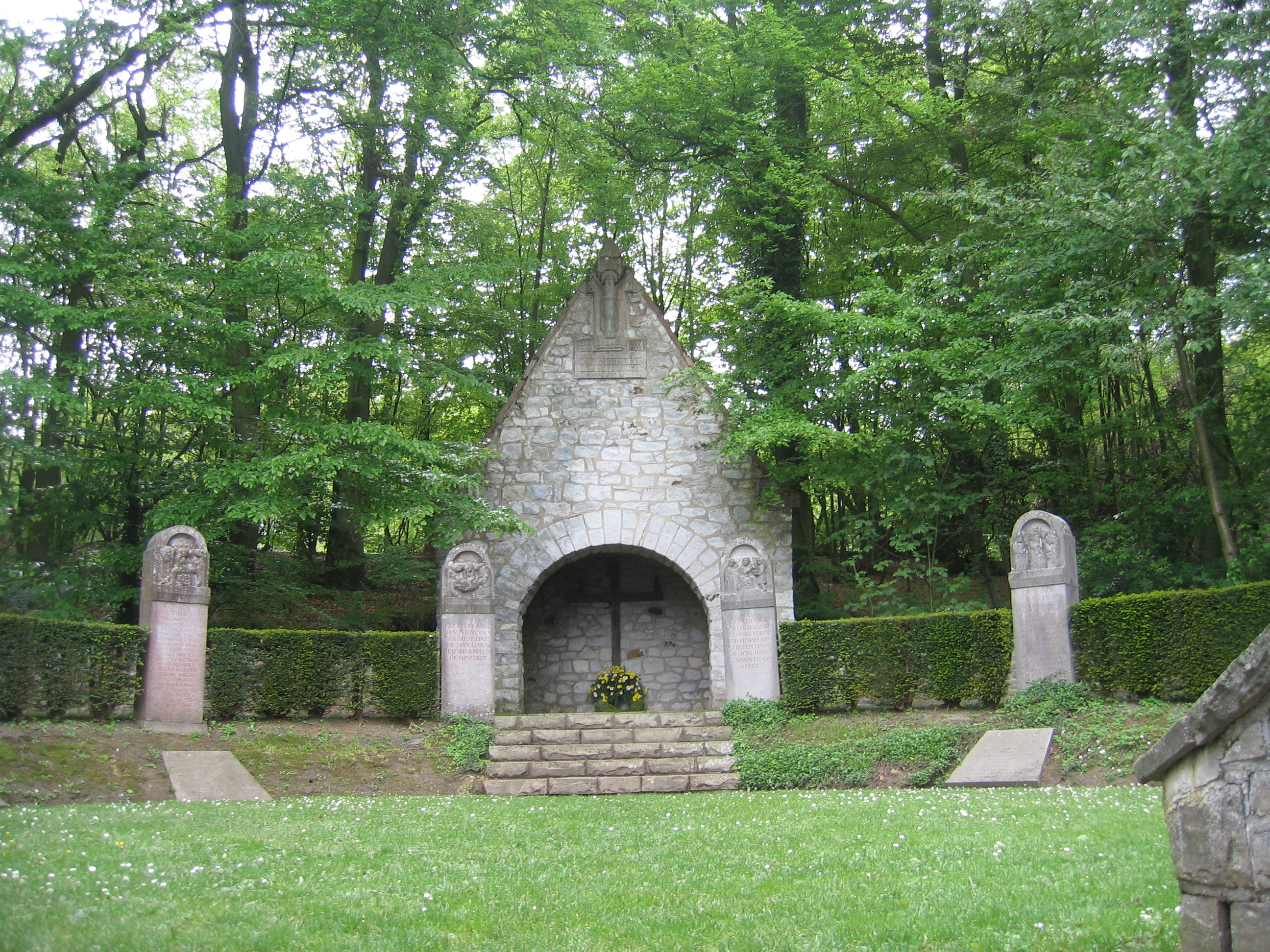
Ehrenmal am Wachtberg

1921 errichtete die Bürgermeisterei Villip am Wachtberg das Ehrenmal im Gedenken an die Gefallenen des Ersten Weltkriegs. Die Kriegergedächtnisstätte wurde am 18. September 1921 feierlich eingeweiht. Architekt war Franz Brantzky (1871–1945). Im Jahr 1959 wurden Gedenktafeln für die Gefallenen des Zweiten Weltkriegs ergänzt, die der Bildhauer Hans Schweizer (1925–2005) schuf. Schließlich wurden 1979 weitere Ehrentafeln für die Gefallenen aus den Ortschaften Adendorf mit Klein-Villip, Arzdorf und Fritzdorf eingesegnet. Sie stammen vom Bildhauer Titus Reinarz. Das Ehrenmal ist seit 1946 jedes Jahr an Christi Himmelfahrt Ziel der Sternprozession aus den Wachtberger Dörfern. Traditionell werden im Abschlussgottesdienst die Pferde gesegnet.
1971 wurde die neue katholische Kirche St. Maria Rosenkranzkönigin eingeweiht. Architekten waren Nikolaus Rosiny (1926–2011) und H.J. Kiesgen. Die Kirche war bis zum 31. Dezember 2009 katholische Pfarrkirche der Pfarrei St. Gereon. Zum Pfarrbezirk gehörten auch Werthhoven und Züllighoven. Seit 2010 ist sie Pfarrkirche der Pfarrei St. Marien Wachtberg für alle Wachtberger Dörfer.

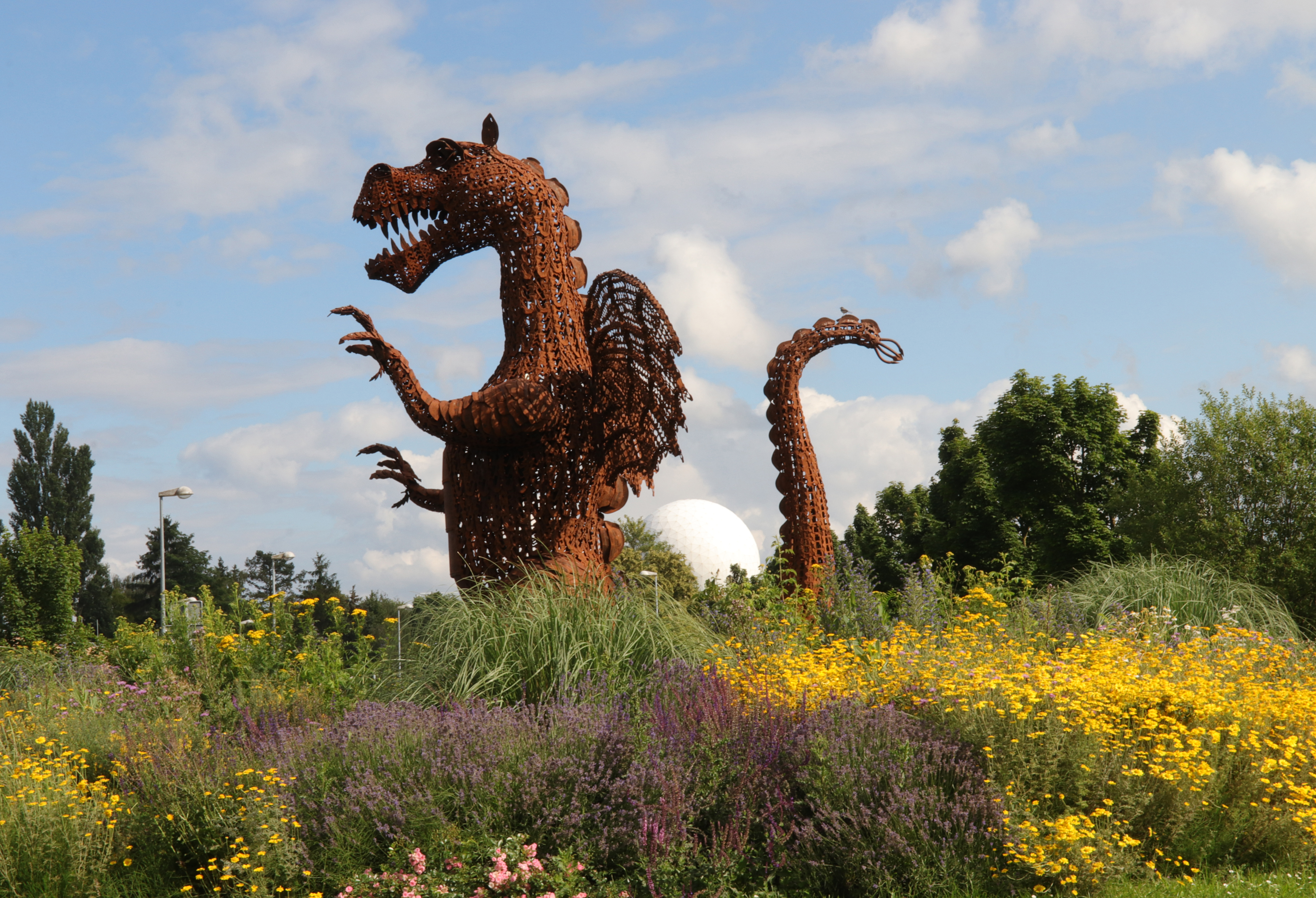
Godart von Wachtberg

2019 wurde anlässlich der 50-jährigen Bestehens der Gemeinde Wachtberg auf der Mittelinsel des Berkumer Kreisverkehrs die Drachenskulptur Godart von Wachtberg platziert. Der eiserne, mit Gratschrott schuppenartig verkleidete und über fünf Meter hohe Drache wurde vom Kinetikkünstler Willi Reiche in einem Schulprojekt mit insgesamt 9 beteiligten Schülern auf Initiative des Wachtberger Kulturvereins KuKiWa konstruiert. Der Drache symbolisiert das historische Drachenfelser Ländchen und ist zum neuen Wahrzeichen der Gemeinde geworden.

## Überörtliche Infrastruktureinrichtungen
1976 wurde das Schulzentrum in Berkum am Stumpeberg eingeweiht. Es besteht aus der Gemeinschaftsgrundschule Drachenfelser Ländchen für die Ortschaften Berkum, Ließem, Gimmersdorf, Oberbachem mit Kürrigoven, Holzem, Werthhoven und Züllighoven sowie einer Hauptschule, die seit 2016 die Bezeichnung Hans-Dietrich-Genscher-Schule – Regionale Schule vor Ort – Profilierte Gemeinschaftshauptschule führt.
1977 wurde unmittelbar neben dem Schulzentrum das Schwimm- und Sportzentrum eingeweiht. Es verfügt u. a. über eine Schwimmhalle und eine Dreifachturnhalle.
2002 wurden seitens des Rats der Gemeinde Wachtberg der Flächennutzungsplan für das 'Einkaufszentrum Wachtberg' (EKZ) beschlossen. Mit Hilfe eines Investors und der Ansiedlung diverser Geschäfte entstanden ein über die Gemeinde hinaus bekanntes EKZ mit allen Notwendigkeiten, die ein solches ausmachen. 2014 bis 2016 entstanden zudem östlich des 'Am Wachtbergring' eine Erweiterung rund um den Bernareggio-Platz.
Im September 2019 errichtete die Gemeinde Wachtberg anlässlich ihres 50. Geburtstags einen zwei Tonnen schweren Drachen. Die Skulptur wurde von den Schülern der Hans-Dietrich-Genscher-Schule, unter Anleitung des Pecher Künstlers Willi Reiche geschaffen und als Wahrzeichen von Wachtberg im Verkehrskreisel oberhalb von Berkum aufgestellt.

## Persönlichkeiten
- Franz Karl Movers (1806–1856), Theologe und Orientalist, Pfarrer in Berkum von 1833 bis 1839
- Hermann Abs (1901–1994), geboren in Bonn, Vorstandsvorsitzender der Deutschen Bank AG, lebte in Berkum
- Günter Kuhfuß (1926–2001), geboren in Dortmund, Kommunalpolitiker, Oberbürgermeister der Stadt Worms, lebte in Berkum
- Arno Bonanni (* 1946), Architekt
- Till Brönner (* 1971), Sänger, Jazzmusiker, lebte in Berkum
- Holger Jung (* 1971), Bürgermeister von Meckenheim, in Berkum aufgewachsen